# Чо Ёджон
Чо Ёджон (кор. 조여정; род. 10 февраля 1981 года, Сеул, Республика Корея) — южнокорейская актриса, наиболее известная по роли в фильме «Паразиты», который получил четыре премии «Оскар» и стал первым неанглоязычном фильмом, выигравшим в номинации «Лучший фильм».
Чо известна своими ролями в фильмах «Слуга» (2010), «Наложница» (2012) и «Одержимость» (2014), а также в телесериалах «Хочу романтики» (2011), «Влюблённые с Хэундэ» (2012), «Влюбленный адвокат по разводам» (2015), «Женщина на 9,9 миллиарда» (2019–2020) и «Изменишь мне – умрёшь!» (2020–2021).
Двукратная лауреатка престижной южнокорейской кинопремии «Голубой дракон» и лауреатка Премии Гильдии киноактёров США, а также четырехкратная номинантка на премию «Пэксан», двукратная номинантка на премию «Большой колокол» и номинантка на премию «Выбор критиков».

## Жизнь и карьера
Чо Ёнджон родилась в Сеуле, Республика Корея, дебютировала как модель на обложке журнала CeCi в возрасте 16 лет в 1997 году. С 1999 года она начала активно сниматься в кино. Несмотря на участие в дорамах, музыкальных клипах и телевизионных рекламных роликах, она оставалась малоизвестной. В этот период она также была недовольна ограниченными ролями, которые ей предлагали.
Чо обрела широкую известность в 2010 году, сыграв амбициозную женщину эпохи Чосон из низших слоёв общества в эротической исторической драме «Слуга». Фильм с рейтингом R, представляющий собой новую адаптацию и трагическую версию знаменитой корейской народной сказки «История Чхунхян», был отклонён многими актрисами из-за большого количества сексуальных сцен. Чо воспользовалась возможностью, и это стало значительным шагом в её карьере. После выхода фильма Чо успешно перестала быть «просто красивой актрисой» на корейской сцене развлечений и получила две номинации на престижную кинопремию «Голубой дракон»: «Лучшая новая актриса» и «Популярная звезда», выиграв последнюю, номинацию на кинопремию «Большой колокол» в категории «Лучшая женская роль», а также номинацию  «Лучшая женская роль — кино» на премии «Пэксан».

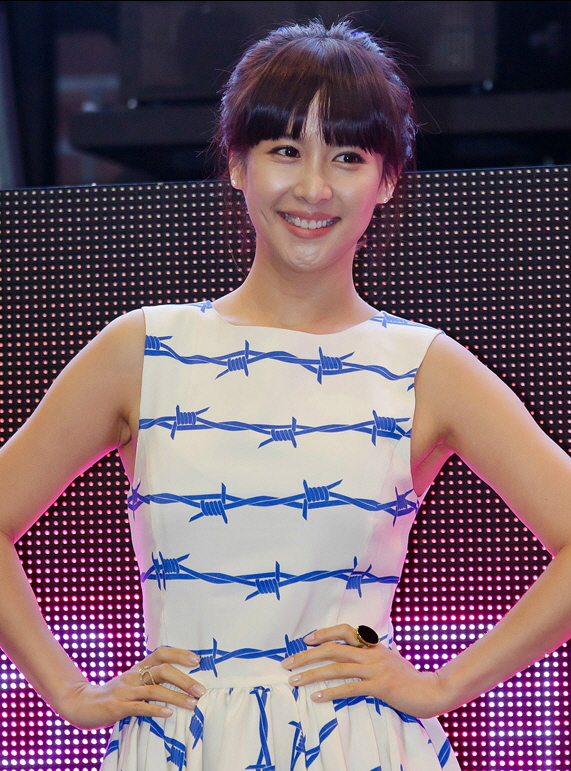
Чо Ёнджон, 2011 год

В 2011 году Чо сыграла главную роль в популярном кабельном сериале «Хочу романтики». Это откровенная и веселая комедия о группе одиноких женщин тридцати с небольшим лет, которые ищут романтические отношения в Сеуле. Сериал отличался стильным и элегантным оформлением.
Мало кто ожидал, что она снимется в другой исторической драме, требующей полной обнажённости, так как это могло бы привести к её стигматизации в корейской киноиндустрии. Несмотря на коллективные опасения местных СМИ о том, что она «слишком часто появляется обнажённой», в 2012 году актриса выбрала ещё один исторический триллер с откровенными сексуальными сценами. Она восхищалась работой режиссёра Ким Дэсона и хотела с ним сотрудничать. Прочитав его последний сценарий, она добилась роли сложного титульного персонажа в фильме «Наложница». Несмотря на ажиотаж, фильм получил высокие оценки критиков. В интервью по поводу фильма Чо заявила, что больше всего хочет, чтобы её воспринимали как авантюрную и интригующую актрису.
В романтическом комедийном сериале 2012 года «Влюблённые с Хэундэ» актриса Чо исполнила роль яркой и жизнерадостной дочери пусанского гангстера, которая влюбляется в живущего с ними прокурора под прикрытием, потерявшего память. Год спустя была опубликована книга Чо под названием «Целебная красота», содержащая советы и рекомендации по здоровью и красоте, основанные на её опыте и знаниях, накопленных за 16-летнюю карьеру актрисы.
В 2013 году Чо оказалась вовлечена в публичный спор из-за контракта, когда подписала новое соглашение с Bom Entertainment, хотя её контракт с Didim531 всё ещё действовал. Ассоциация по управлению индустрией развлечений Кореи рекомендовала Чо избегать сотрудничества с обеими компаниями, и в 2014 году она присоединилась к Neos Entertainment.
В 2014 году Чо снялась в двух фильмах. Она воссоединилась с режиссёром Ким Дэу («Слуга») для участия в другом эротическом историческом фильме, на этот раз действие которого происходит во время войны во Вьетнаме. Фильм называется «Одержимость» и за роль в нём она получила номинации на все три престижные премии Южной Кореи: «Голубой дракон», «Большой колокол» и «Пэксан» в категории «Лучшая женская роль второго плана». Также она сыграла похищенную жену в ремейке французского боевика «В упор» под названием «Цель».
В 2015 году Чо сыграла главную роль в секс-комедии «Магазин любви: Эксклюзив для дам». По её словам, эта роль помогла ей осознать, «как приятно видеть людей, смеющихся из-за меня». Чо также отметила, что «Магазин любви: Эксклюзив для дам» стал первым фильмом за долгое время, сюжет которого сосредоточен на женщинах. Она выразила надежду, что успех этого фильма послужит стимулом для создания большего количества фильмов, отражающих голоса и опыт женщин.

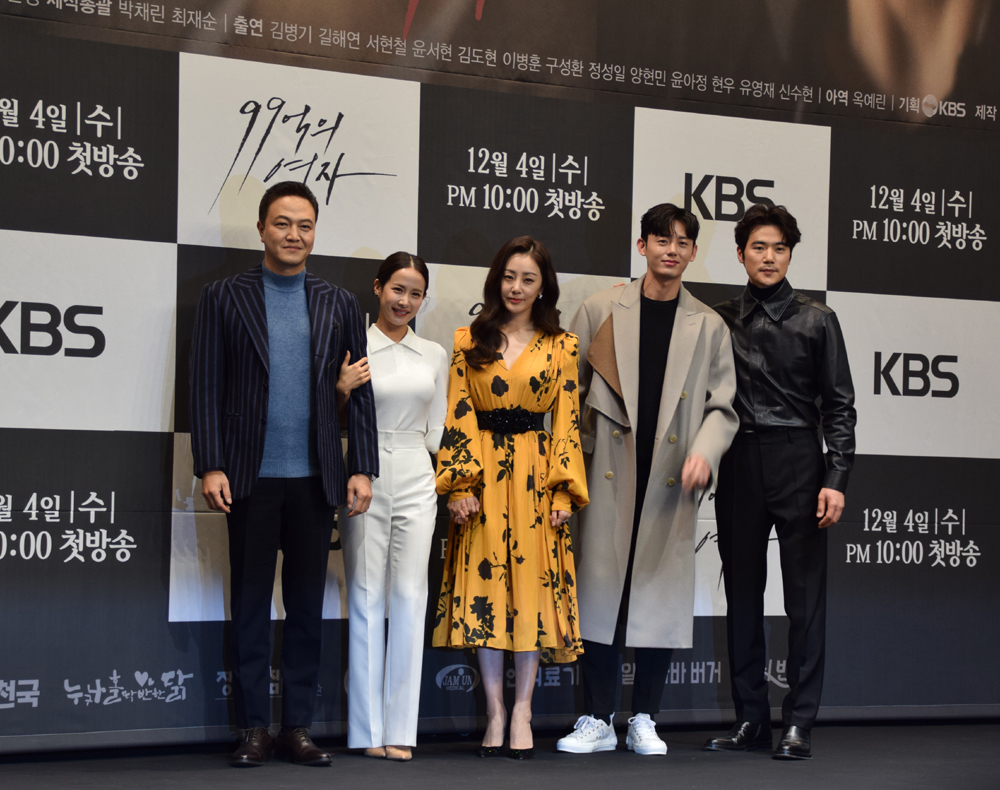
Чо Ёнджон с актёрским состав фильма «Женщина на 9,9 миллиарда», 2019 год

Чо впервые появилась на телевидении в 2020 году в сериале «Изменишь мне – умрёшь!», после участия в проекте «Женщина на 9,9 миллиарда» в 2019 году. В том же году.
В 2024 году вышел эротический детективный триллер «Скрытое лицо», ремейке колумбийского фильма «Бункер», что стало первым появлением актрисы на большом экране после роли в фильме «Паразиты» и третьей работой с режиссёром Ким Дэу после фильмов «Слуга» и «Одержимость», а также второй работой с Сон Сын Хо в качестве экранной пары, из-за чего актёр в шутку сделал ей предложение, после того как изменил ей второй раз в фильме, после роли в «Одержимости». Фильм стал первым с 2019 года корейским фильмом с рейтингом R, который собрал более 1 миллиона зрителей в местном прокате, а также заработал актрисе четвёртую номинацию на престижную премию «Пэксан» (2025) в номинации «Лучшая женская роль — кино».

## Фильмография
| Год  | Название                                     | Роль                    | Примечания | Ист.   |
| ---- | -------------------------------------------- | ----------------------- | ---------- | ------ |
| 2002 | Идеальная пара                               | Мина                    |            |        |
| 2006 | Рикки: полицейский - вампир                  | Ёнхи                    |            |        |
| 2010 | Слуга                                        | Чунхян                  |            |        |
| 2012 | Наложница                                    | Син Хваён               |            |        |
| 2014 | Цель                                         | Чон Хиджу               |            |        |
| 2014 | Одержимость                                  | Ли Сукджин              |            |        |
| 2015 | Магазин любви: Эксклюзив для дам             | Пэк Бохи                |            |        |
| 2019 | Паразиты                                     | Чхве Ён Ге / Миссис Пак |            |        |
| 2024 | Таро: История семи глав (киноверсия сериала) | Джиу                    |            |        |
| 2024 | Скрытое лицо                                 | Суён                    |            | [ 22 ] |
| TBA  | Моя дочь — зомби                             | TBA                     |            |        |
| TBA  | Интервью                                     | Сонджу                  |            | [ 23 ] |

### Телевидение
| Год       | Название                                  | Роль                            | Примечания         | Ист.   |
| --------- | ----------------------------------------- | ------------------------------- | ------------------ | ------ |
| 1999      | Кто я?                                    |                                 |                    |        |
| 1999      | Последняя война                           |                                 |                    |        |
| 1999      | Ты не знаешь, что у меня на уме           | Ян Мири                         |                    |        |
| 2000      | Раскат грома                              |                                 |                    |        |
| 2002      | Дикое время                               | Эран                            |                    |        |
| 2002      | Чан Хи Бин                                | Королевская супруга «Гвиин» Ким |                    |        |
| 2003      | К югу от Солнца                           | Но Хе Ин                        |                    |        |
| 2003      | Проблема в доме моего младшего брата      | Ох Данби                        |                    |        |
| 2004      | Термины ласкательного обращения           | На Эри                          |                    |        |
| 2004      | Я из Чосона                               | Ли Хансоль                      |                    |        |
| 2006      | Так влюблен                               | Ли Сонджу                       |                    |        |
| 2008      | Война денег: Оригинал                     | Чхве Джиин                      |                    |        |
| 2009      | Дорога домой                              | Чан Мирён                       |                    |        |
| 2009      | Легенды нашего города: «Жемчужина Мечжон» | Совон                           |                    |        |
| 2011      | Хочу романтики                            | Сону Инён                       |                    | [ 24 ] |
| 2012      | Влюблённые с Хэундэ                       | Го Сора                         |                    | [ 10 ] |
| 2015      | Влюбленный адвокат по разводам            | Го Чокхи                        |                    |        |
| 2016      | Няня                                      | Жена Ли Санвона                 |                    |        |
| 2016      | Лунный свет, нарисованный облаками        |                                 | Камео (1-й эпизод) |        |
| 2017      | Идеальная жена                            | Ли Ынхи                         |                    | [ 25 ] |
| 2019      | Прекрасный мир                            | Со Ынджу                        |                    | [ 26 ] |
| 2019      | Женщина на 9,9 миллиарда                  | Чон Соён                        |                    | [ 27 ] |
| 2020–2021 | Изменишь мне – умрёшь!                    | Автор романов Кан Ё Чжу         |                    | [ 28 ] |
| 2021      | Высший класс                              | Сон Ёоль                        |                    | [ 29 ] |
| 2022      | Позвоните моему агенту                    | Роль самой себя                 | Камео              | [ 30 ] |
| 2024      | Таро: История семи глав                   | Джиу                            |                    | [ 31 ] |
| 2025      | Сделано в Корее                           | Пэ Гымджи                       |                    | [ 32 ] |

## Театр

### Мюзикл
| Год  | Название | Роль  |
| ---- | -------- | ----- |
| 2005 | Бриолин  | Сэнди |

## Награды и номинации
| Награда                                                  | Год  | Категория                                                            | Работа / Номинант                           | Результат | Ист.          |
| -------------------------------------------------------- | ---- | -------------------------------------------------------------------- | ------------------------------------------- | --------- | ------------- |
| APAN Star Awards                                         | 2021 | Превосходные достижения, актриса в мини-сериале                      | Женщина на 9,9 миллиарда                    | Номинация |               |
| Премия «Пэксан»                                          | 2011 | Лучшая женская роль — кино                                           | Слуга                                       | Номинация |               |
| Премия «Пэксан»                                          | 2015 | Лучшая женская роль второго плана — кино                             | Одержимость                                 | Номинация |               |
| Премия «Пэксан»                                          | 2020 | Лучшая женская роль — кино                                           | Паразиты                                    | Номинация | [ 33 ]        |
| Премия «Пэксан»                                          | 2025 | Лучшая женская роль — кино                                           | Скрытое лицо                                | Ожидается | [ 34 ] [ 35 ] |
| Кинопремия «Голубой дракон»                              | 2010 | Популярная звезда                                                    | Слуга                                       | Победа    |               |
| Кинопремия «Голубой дракон»                              | 2010 | Лучшая новая актриса                                                 | Слуга                                       | Номинация |               |
| Кинопремия «Голубой дракон»                              | 2014 | Лучшая женская роль второго плана                                    | Одержимость                                 | Номинация |               |
| Кинопремия «Голубой дракон»                              | 2019 | Лучшая женская роль                                                  | Паразиты                                    | Победа    | [ 36 ] [ 37 ] |
| Международный фестиваль фантастических фильмов в Пучхоне | 2010 | Fantasia Award                                                       | Чо Ёджон                                    | Победа    |               |
| Buil Film Awards                                         | 2012 | Лучшая женская роль                                                  | Наложница                                   | Номинация |               |
| Buil Film Awards                                         | 2014 | Лучшая женская роль второго плана                                    | Одержимость                                 | Номинация |               |
| Buil Film Awards                                         | 2019 | Лучшая женская роль                                                  | Паразиты                                    | Номинация | [ 38 ]        |
| Ассоциация кинокритиков Чикаго                           | 2019 | Лучшая женская роль второго плана                                    | Паразиты                                    | Номинация | [ 39 ] [ 40 ] |
| Chunsa Film Art Awards                                   | 2019 | Лучшая женская роль                                                  | Паразиты                                    | Победа    | [ 41 ]        |
| Выбор критиков                                           | 2020 | Лучший актёрский ансамбль                                            | Паразиты                                    | Номинация | [ 42 ]        |
| Кинопремия «Большой колокол»                             | 2010 | Лучшая женская роль                                                  | Слуга                                       | Номинация |               |
| Кинопремия «Большой колокол»                             | 2014 | Лучшая женская роль второго плана                                    | Одержимость                                 | Номинация |               |
| IndieWire Critics Poll                                   | 2019 | Лучшая женская роль второго плана                                    | Паразиты                                    | 15-е      | [ 43 ]        |
| KBS Drama Awards                                         | 2012 | Лучшая пара                                                          | Чо Ёджон (с Ким Кан У); Влюблённые с Хэундэ | Номинация |               |
| KBS Drama Awards                                         | 2012 | Выдающиеся достижения, актриса в мини-сериале                        | Влюбленные с Хэундэ                         | Номинация |               |
| KBS Drama Awards                                         | 2012 | Премия нетизенов, актриса                                            | Влюбленные с Хэундэ                         | Номинация |               |
| KBS Drama Awards                                         | 2016 | Лучшая женская роль в одноактной/Специальной/ Короткометражной драме | Няня                                        | Победа    |               |
| KBS Drama Awards                                         | 2017 | Выдающиеся достижения, актриса в сериале средней продолжительности   | Идеальная жена                              | Победа    |               |
| KBS Drama Awards                                         | 2017 | Премия нетизенов, актриса                                            | Идеальная жена                              | Номинация |               |
| KBS Drama Awards                                         | 2019 | Превосходные достижения, актриса                                     | Женщина на 9,9 миллиарда                    | Победа    | [ 44 ]        |
| KBS Drama Awards                                         | 2019 | Выдающиеся достижения, актриса в мини-сериале                        | Женщина на 9,9 миллиарда                    | Номинация |               |
| KBS Drama Awards                                         | 2019 | Премия нетизенов, актриса                                            | Женщина на 9,9 миллиарда                    | Номинация |               |
| KBS Drama Awards                                         | 2020 | Лучшая пара                                                          | Чо Ёджон (с Ко Джун);Изменишь мне – умрёшь! | Победа    |               |
| KBS Drama Awards                                         | 2020 | Выдающиеся достижения, актриса в мини-сериале                        | Изменишь мне — умрёшь!                      | Победа    |               |
| KBS Drama Awards                                         | 2020 | Премия нетизенов, актриса                                            | Изменишь мне — умрёшь!                      | Номинация |               |
| KBS Drama Awards                                         | 2020 | Превосходные достижения, актриса                                     | Изменишь мне — умрёшь!                      | Номинация |               |
| KOFRA Film Awards                                        | 2015 | Best Supporting Actress                                              | Одержимость                                 | Победа    |               |
| Korea Best Dresser Swan Awards                           | 2010 | Best Dressed, Movie Actress category                                 | Чо Ёджон                                    | Победа    |               |
| Korea Drama Awards                                       | 2011 | Special Award for Cable TV                                           | Хочу романтики                              | Номинация |               |
| Korean Association of Film Critics Awards                | 2014 | Лучшая женская роль второго плана                                    | Одержимость                                 | Победа    |               |
| New Mexico Film Critics                                  | 2019 | Лучшая женская роль второго плана                                    | Паразиты                                    | Победа    | [ 45 ]        |
| SBS Drama Awards                                         | 2015 | Выдающиеся достижения, актриса в мини-сериале                        | Влюбленный адвокат по разводам              | Номинация |               |
| SBS Entertainment Awards                                 | 2013 | Награда за популярность                                              | Закон джунглей на Карибах/Джунглях Майя     | Победа    |               |
| Премия Гильдии киноактёров США                           | 2020 | Лучший актёрский состав в игровом кино                               | Паразиты                                    | Победа    | [ 46 ]        |
| Style Icon Awards                                        | 2011 | Открытие SIA                                                         | Чо Ёджон                                    | Победа    |               |

### Списки
| Издатель   | Год  | Список                                             | Место | Ист.   |
| ---------- | ---- | -------------------------------------------------- | ----- | ------ |
| Forbes     | 2020 | Korea Power Celebrity 40                           | 30-е  | [ 47 ] |
| The Screen | 2019 | 2009–2019. Самые кассовые актёры корейских фильмов | 43-е  | [ 48 ] |